# Belén Garijo

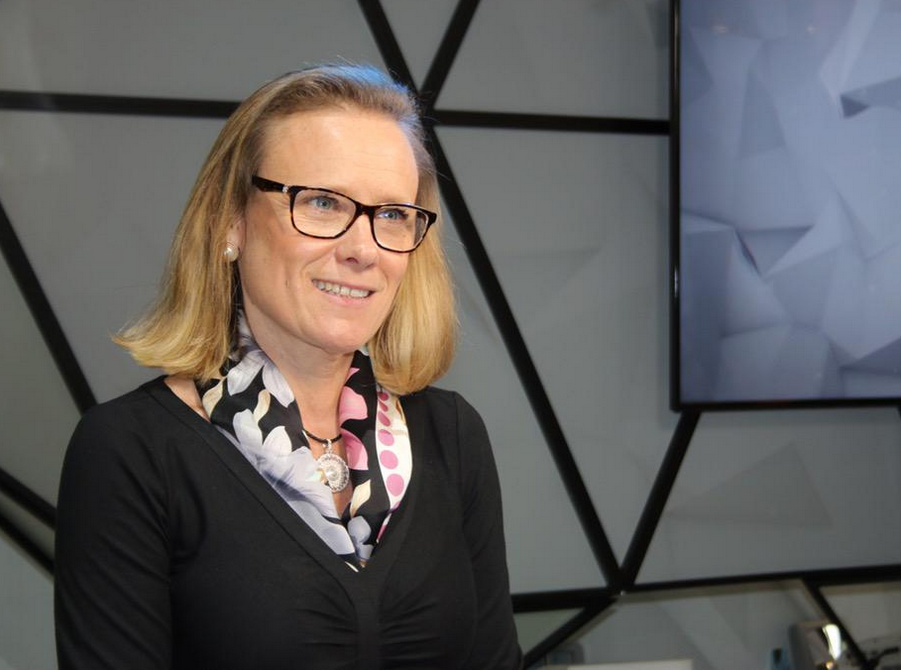
Belén Garijo (2015)

Belén Garijo López (* 31. Juli 1960 in Almansa) ist eine spanische Medizinerin und Managerin. Seit Mai 2021 ist sie die Vorsitzende der Geschäftsleitung der Merck KGaA.

## Karriere
Garijo wollte nach dem Abitur Medizin studieren, wegen einer Verschärfung des Numerus clausus wurde sie aber zunächst nicht zugelassen. 1977 protestierte sie mit vielen anderen öffentlich dagegen und diskutierte darüber auch mit dem Bildungsminister. Die Regelung wurde schließlich gelockert und Garijo absolvierte ihr Studium an der Universität von Alcalá de Henares. Sie spezialisierte sich nach den Examina auf Klinische Pharmakologie und wurde 1983 promoviert. Später erlangte sie berufsbegleitend an der britischen Ashridge Business School einen Master of Business and Management. Nach dem Studium war Belén Garijo zunächst sechs Jahre als Ärztin im Bereich Klinische Pharmakologie tätig und betreute für eine Madrider Klinikkette klinische Studien, bevor sie in die Pharmaindustrie wechselte. Für Abbott Laboratories arbeitete sie acht Jahre in der Forschung und Entwicklung. Bei Rhône-Poulenc Rorer (RPR) leitete sie ab 1996 die Geschäftseinheit Onkologie. 2000 wurde sie für diesen Bereich im neu fusionierten Aventis-Konzern zur Vice President ernannt. 2003 wurde Garijo Geschäftsführerin von Aventis Spanien und leitete die Zusammenführung mit Sanofi und ab 2011 die globale Integration nach der Akquisition von Genzyme.
2011 wechselte Garijo als Chief Operating Officer in den Biopharma-Bereich der Merck KGaA. 2013 wurde sie zur President und CEO des Biopharma-Geschäfts befördert, seit 2015 ist sie Mitglied der Geschäftsleitung und CEO des Geschäftsbereichs Healthcare.  Zum 1. Mai 2021 übernahm Belén Garijo den Vorsitz der Geschäftsleitung. Sie folgte Stefan Oschmann, der 2021 planmäßig nach zehn Jahren das Unternehmen verließ. Garijo kam damit als erste Frau an die Spitze eines im DAX gelisteten Unternehmens. In einem Interview mit der Wochenzeitung  Die Zeit bezeichnete sie es als ihren größten beruflichen Wunsch, den Krebs zu besiegen.

## Privatleben
Belén Garijo López ist mit einem Chirurgen verheiratet und hat zwei Töchter.